# Marzsina
Marzsina (románul: Margina, németül:  Marschina) falu Romániában, a Bánságban, Temes megyében, az azonos nevű község központja.

## Fekvése
Lugostól északkeletre, Facsádtól keletre, a Béga folyó mellett, Kossó és Vadpatak közt fekvő település.

## Története
A falu nevét1365-ben említette először oklevél Margina alakban.
1366-ban Marsina, 1405-ben Morsyna 1717-ben Merschine, 1839-ben Marsina, 1863-ban Marzinma, Margyina, 1920-ban Marginea néven írták.
Marzsina 1404-ben az Ikus kerület tartozéka és magánbirtok volt.
1439-ben II. Albert király a kerülettel együtt zálogba adta Hunyadi Jánosnak, később pedig a Hunyadiaké lett.
1484-1505 között Corvin János birtoka volt.
1808-ban mint kamarai birtokot tartották számon.
Marzsinának egykor várkastélya is volt, melyet még Hunyadi János építtetett. A kisebbfajta erősség már az 1400-as évek közepén létezhetett. 1505-ben oklevél is említette Castellum Morsyna néven. Nevét többnyire adományozásokkor említették meg az oklevelek. A Várkastély később elpusztult, valószínűleg a török időkben. Helyét a falu központjától délkeletre levő mezőn sejtik, ahol többször jön felszínre épülettörmelék.
A trianoni békeszerződésig Krassó-Szörény vármegye Facsádi járásához tartozott.

## Népesség
- 1900-ban 4157 lakosából 4061 volt román, 44 magyar, 39 német, 13 egyéb anyanyelvű; 4066 ortodox, 62 római katolikus, 14 izraelita, 12 református, és 2 evangélikus vallású.
- 2002-ben a 2356 lakosából 2188 volt román, 104 ukrán, 35 magyar, 29 egyéb, 1902 ortodox, 237 pünkösdista, 120 baptista, 64 római katolikus és 33 egyéb.

## Látnivalók
- Egykori ecetgyár romjai[1]
- Szent Paraszkiva-fatemplom 1737-ből.
- 15. századi várkastély romjai

## Híres emberek
- Sorin Titel (1935–1985) író